# 天坛东门站
天壇東門站位于中华人民共和国北京市东城区天坛街道、体育馆路街道交界，天坛东路与体育馆路交叉口南侧，天坛东门外，是北京地铁5号线的地铁车站。

## 结构

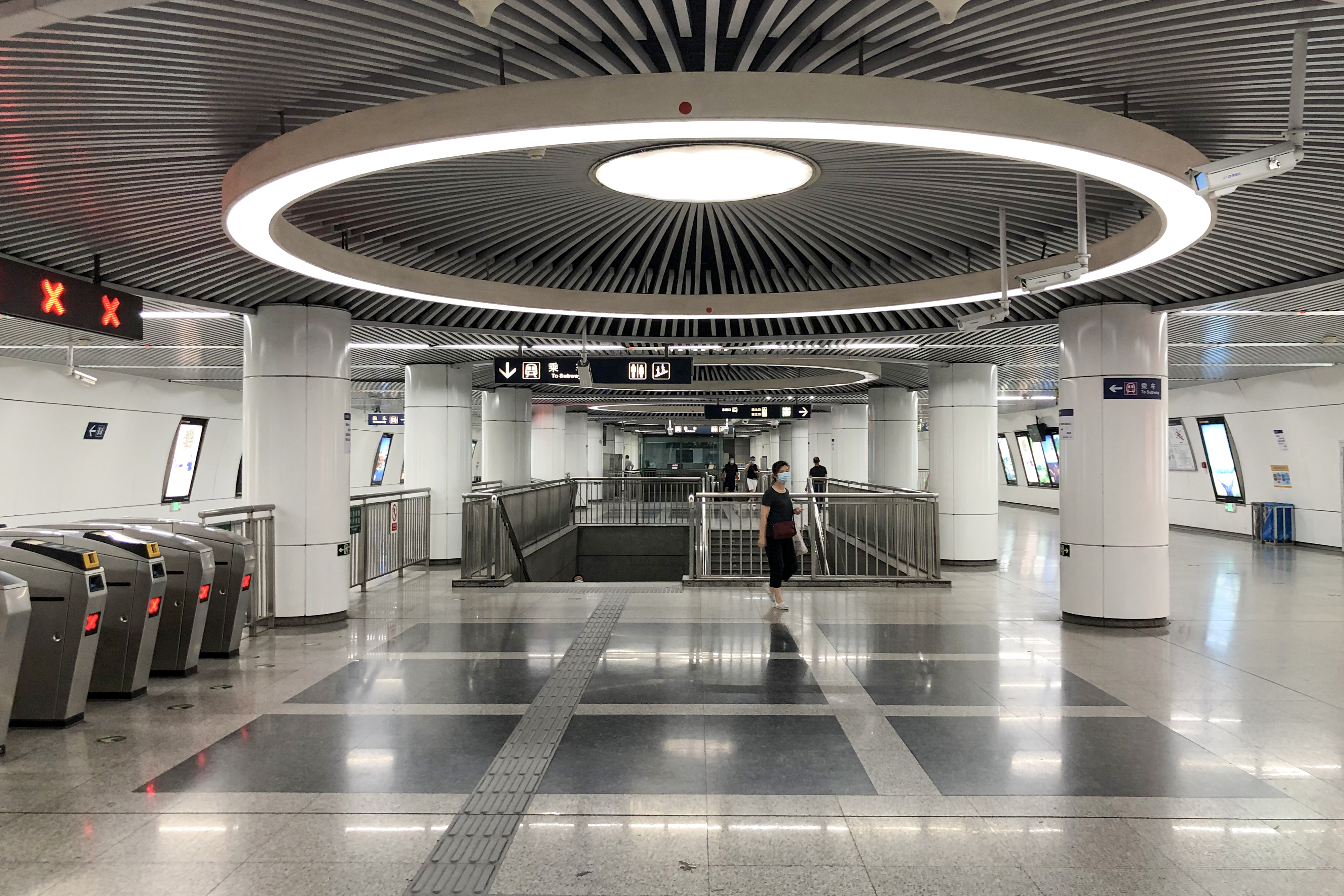
天坛东门站站厅（2020年7月摄）

天坛东门站为地下车站，岛式站台设计，站内装饰以天圆地方为设计意象。

### 车站楼层
| 地面层          | 出入口                    | A-C出入口                        |
| 地下一层 站厅层 | 站厅                      | 票务服务、自动售票机、一卡通充值 |
| 地下二层 站台层 |                           | █ 5号线往天通苑北（磁器口）      |
| 地下二层 站台层 | 岛式站台，左側開门        |                                  |
| 地下二层 站台层 | █ 5号线往宋家庄（蒲黄榆） |                                  |

### 站台
天坛东门站设有1座岛式站台，位于天坛东路地底。本站月台南端设有一条存车线，2010年12月27日供小交路列车折返使用，目前因小交路列车取消不再常用。

## 出入口
天坛东门站目前3個开放出入口：A2（西北）、B（东）、C（东南）
|                           |                    |                  |      |                |
| 编号                      | 指示               | 建议前往的目的地 | 图片 | 无障碍设施图片 |
| 出口 · A · 2              | 天坛路             |                  |      | 不適用         |
| 出口 · B · 轮椅升降台标志 | 天坛东路，体育馆路 |                  |      |                |
| 出口 · C · 轮椅升降台标志 | 天坛东路，龙潭路   |                  |      |                |
| 註： 設有輪椅升降台       |                    |                  |      |                |